# Tamopsis weiri
Tamopsis weiri är en spindelart som beskrevs av Baehr 1995. Tamopsis weiri ingår i släktet Tamopsis och familjen Hersiliidae.
Artens utbredningsområde är Western Australia. Inga underarter finns listade i Catalogue of Life.